# Festival del documentario d'Abruzzo
Il Festival del documentario d'Abruzzo è un festival cinematografico che si svolge annualmente a Pescara dal 2007. Fondato dall'Associazione Cinematografica Multimediale Abruzzese (ACMA), il festival nasce come vetrina della produzione indipendente nazionale ed è rivolto alla promozione del cinema di genere documentaristico proveniente da tutto il mondo. Il Premio Emilio Lopez viene assegnato alle opere in concorso vincitrici.

## Storia
La rassegna, diretta da Massimo Facecchia, si articola in una serie di concorsi rivolti a produzioni di varia natura, che spaziano dal documentario legato al territorio abruzzese, a quello di carattere nazionale e internazionale, includendo, in determinate edizioni, una sezione riservata al cortometraggio tematico.
Sin dai suoi esordi, il Festival del documentario d'Abruzzo ha ricevuto attenzioni e richieste da parte di autori e case di produzione di tutto il mondo. La rassegna è infatti accreditata dall'AFIC ed è ritenuta manifestazione d'interesse nazionale secondo il Ministero per i beni e le attività culturali. Ha ricevuto, inoltre, il riconoscimento culturale dalla commissione italiana dell'UNESCO. Nel corso della varie edizioni, il festival ha visto la partecipazione di cineasti e personalità come Mario Balsamo, Irene Dionisio, Maurizio Fiume, Stefano Consiglio, Mimmo Calopresti, Marco Bertozzi, Caterina Carone, Manfredi Lucibello, Emanuele Salce, Andrea Adriatico, Francesco Del Grosso e Gianfranco Pannone, tra gli altri.
Il deposito delle opere pervenute anno dopo anno è andato a formare una raccolta e la costituzione di una cineteca, in cui le copie sono corredate da materiale cartaceo e fotografico. Grazie a questo patrimonio, l'attività permanente dell'associazione si ramifica in una serie di iniziative di carattere nazionale e internazionale, come la partecipazione al Festival Mediterraneo della Laicità e regolari collaborazioni con il Museo d'arte moderna Vittoria Colonna. Il festival favorisce inoltre la produzione di corti e lungometraggi indipendenti legati al territorio, offrendo un contributo finanziario a giovani autori abruzzesi.